# 1602
El 1602 (MDCII) fou un any comú començat en dimarts segons el còmput del calendari gregorià. Pertany al segle xvii i, per tant, a l'edat moderna.

## Esdeveniments
- Perot Rocaguinarda inicia el seu domini sobre la Plana de Vic[1]
- Joan de Ribera esdevé virrei de València
- Caravaggio pinta La inspiració de sant Mateu i Amor Vincit Omnia, entre altres obres destacades
- Fundació de la Companyia Neerlandesa de les Índies Orientals
- Shakespeare escriu Troilos i Crèssida (data probable)
- Batalla de Kinsale on els anglesos avancen en la seva conquesta d'Irlanda
- Karel van Mander pinta El jardí de l'amor
- Fi del Marquesat de Finale com a estat independent, annexionat a Gènova
- S'estableix la borsa d'Amsterdam, la més antiga del món[2]
- Construcció del Palazzo Farnese a Piacenza
- Vincenzio Cascarido descobreix el sulfur de bari[3]
- S'inicia la publicació del Theatrum Chemicum, el tractat d'alquímia més rellevant del renaixement[4]
- Tommaso Campanella publica l'obra utòpia Civitas solis
- Espanya perd oficialment la possessió de Califòrnia[5]
- Reial Monestir de Poblet: Elecció de Simó Trilla com el que seria l'últim abat perpetu d'aquest Monestir.[6]

## Naixements
- 14 de febrer, Crema, República de Venècia: Francesco Cavalli, compositor italià[7]
- 2 d'abril, Ágreda, Regne de Castella: María Jesús de Ágreda, religiosa castellana, escriptora i mística i consellera de Felip IV[8]
- 14 de juliol, Pescina, Regne de Nàpols:Cardenal Mazzarino o Mazarin, nascut Giulio Raimondo Mazzarino, va ocupar el càrrec de primer ministre de França des del 1642, fins a la seva mort[9]
- 20 de novembre, Magdeburg, Alemanya: Otto von Guericke, físic alemany
- 27 de novembre, Milà, Milanesat: Chiara Margarita Cozzolani, compositora, cantant i monja benedictina[10]
- Isabel de França, reina consort de Castella d'ascendència borbònica
- Juan Pérez de Montalbán, escriptor castellà[11]
- Maubeuge: Michele Desubleo, pintor flamenc instal·lat des de molt jove a Itàlia

## Necrològiques
- 7 de febrer, València: Francesc Agustí Tàrrega, escriptor i canonge valencià (n. 1554).
- 1 d'octubre, Valladolid: Hernando de Cabezón, organista i compositor del Renaixement.
- 29 de desembre, Florència. República de Florència: Jacopo Corsi, compositor (n. 1561).[12]
- Valls: Epifani Olives i Terès, comissari reial de Felip III de Castella.
- Victòria Farnese, noble parmesana
- Hernando de Cabezón, organista
- Li Zhi, filòsof xinès pioner en l'educació femenina
- Giacomo della Porta, escultor italià[13]
- Sebastiano Filippi, pintor manierista
- Francisco Cepeda, missioner[14]